# Villa Sandino
Villa Sandino là một khu tự quản thuộc tỉnh Chontales, Nicaragua. Khu tự quản Villa Sandino có diện tích 677 ki lô mét vuông. Đến thời điểm năm 2005, huyện Villa Sandino có dân số 13152 người.